# Îles de Loos
Pour les articles homonymes, voir Loos.
Les îles de Loos sont un groupe d'îles situées au large de Conakry en Guinée. Ce nom vient du portugais : Ilhas dos Idolos : « Île des Idoles ».

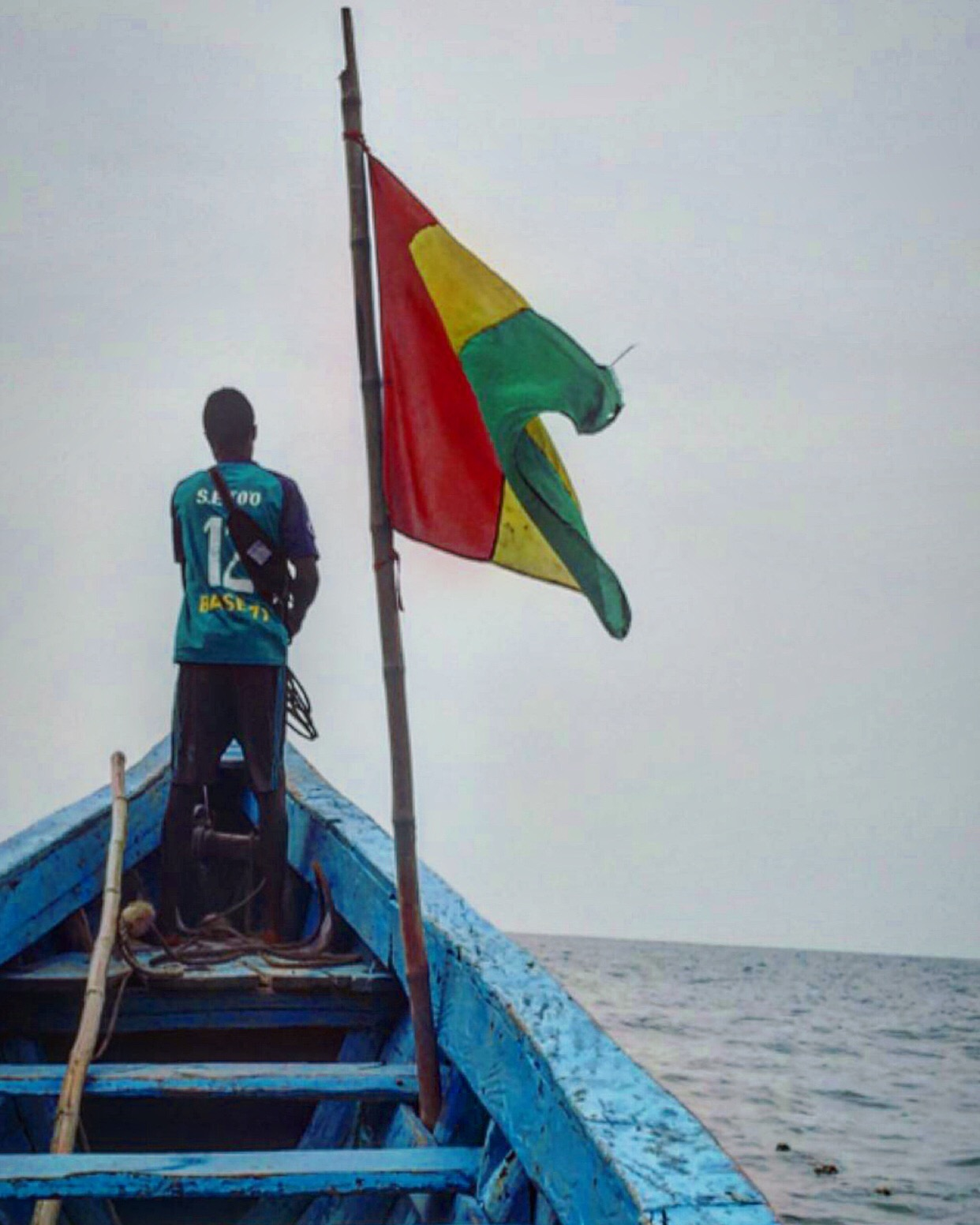

Ces iles aussi appelées îles de Los ou Loose Island en anglais, étaient appelées auparavant Îles de Kaloum.

## Géographie
L'archipel couvre environ 60 km2 formant un cercle de 18 à 19 km de diamètre. L'archipel comprend, :
- trois îles principales : l'île de Tamara, l'île de Kassa et l'île de Roume[5] ;

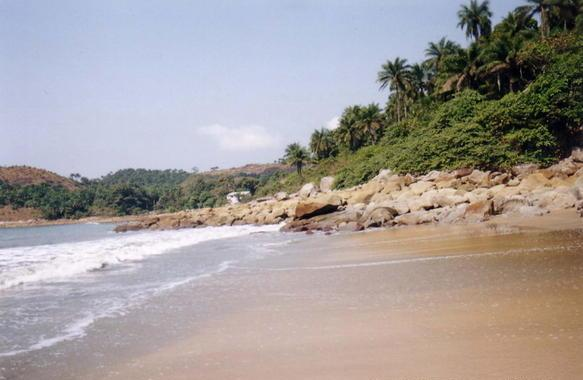
Plage du Gouverneur sur l'île de Roume.

- deux petits îles : l'île Blanche et l'île de Corail ;
- une dizaine d'îlots.

### Îlots
Une dizaine d'ilots, :
- Îlot Cabri relié à marée basse à l'île Blanche ;
- quatre îlots au sud de l'île de Tamara dont l'île Poulet ;
- à l'Est de l'île de Kassa deux ilots reliés à l'île de Kassa à marée basse dont l'île Goulu ;
- Îlot de la Bouteille au sud de l'île de Roume dont seul un rocher de quelques mètres émerge à marée haute ;
- Île Souride relié à marée basse à l'île de Roume ;
- le banc Crawford : haut fond sableux qui émerge à marée basse au nord de l'île de Roume ;
- Île Fousset : Rocher qui émerge à marée basse entre l'île de Roume et Tamara[6].

### «Ancienne» île
L'île de Tombo, sur laquelle est bâti le centre historique de Conakry, faisait partie de l'archipel avant que le bras de mer la séparant du continent ne soit comblé.

### Tableau récapitulatif des caractéristiques des îles de l'archipel
| Nom de l'île         | Longueur | largeur        | Villages                                     | Remarques                                                  | Latitude  | Longitude | Source |
| -------------------- | -------- | -------------- | -------------------------------------------- | ---------------------------------------------------------- | --------- | --------- | ------ |
| Tamara ou Fotoba     | 7,9 km   | 1,5 km à 430 m | Fotoba, Robané, Boom                         |                                                            | 9.48739   | -13.82077 | ,      |
| Kassa                | 7,4 km   | 1,4 km à 300 m | Soro, Mangué, Tanéné, Coromania, Kouromandya |                                                            | 9.47853   | -13.75068 | ,      |
| Roume ou Room        | 2 km     | 1 km à 150 m   | Tayire                                       |                                                            | 9.46239   | -13.79361 | ,      |
| Île Blanche          | 1 km     | 200 m          | Inhabitées                                   |                                                            | 9.43439   | -13.76533 | ,      |
| Île de Corail        | 310 m    | 200 m          | Inhabitées                                   |                                                            | 9.43573   | -13.81562 | ,      |
| Îlot Cabri           | 300 m    | 80 m           | Inhabitées                                   | Reliée à l'île Blanche à marée basse                       | 9.43871   | -13.76023 | ,      |
| Île Goulu            | 170 m    | 80 m           | Inhabitées                                   | Reliée à Kassa à marée basse                               | 9.46095   | -13.74174 | [ 4 ]  |
| Île Souride          | 160 m    | 90 m           | Inhabitées                                   | Reliée à Roume à marée basse                               | 9.46736   | -13.79517 | ,      |
| Île Poulet           | 140 m    | 80 m           | Inhabitées                                   | Îlot proche de Tamara                                      | 9.4559    | -13.8220  | [ 4 ]  |
| Îlot sud Tamara 1    | 110 m    | 60 m           | Inhabitées                                   | Îlot proche de Tamara                                      | 9.44818   | -13.82934 | [ 4 ]  |
| Îlot sud Tamara 2    | 100 m    | 20 m           | Inhabitées                                   | Îlot proche de Tamara                                      | 9.45329   | -13.821   | [ 4 ]  |
| Îlot sud Goulu       | 100 m    | 20 m           | Inhabitées                                   | Reliée à Kassa à marée basse                               | 9.46048   | -13.74254 | [ 4 ]  |
| Îlot sud Tamara 3    | 90       | 35 m           | Inhabitées                                   | Îlot proche de Tamara                                      | 9.452943  | -13.82664 | [ 4 ]  |
| Îlot de la bouteille | 2 m      | 2 m            | Inhabitées                                   | S'étend à marée basse (110 x 65 m) ; Îlot proche de Roume  | 9.46086   | -13.78724 | ,      |
| Banc Crawford        | 0 m      | 0 m            | Inhabitées                                   | Apparait à marée basse (430 x 30 m) ; Îlot proche de Roume | 9.47721   | -13.78451 | ,      |
| « Île » Fousset      | 0 m      | 0 m            | Inhabitées                                   | Rocher émergeant à marée basse                             | Incertain | Incertain | [ 6 ]  |

## Moyens de transport
Les îles sont reliés à Conakry, la capitale guinéenne par voie maritime par bateau ou une grande pirogue longue et étroite en bois, appelée kounki mesurant une dizaine de mètres de long, utilisée pour la pêche côtière et parfois la haute mer sur des modèles plus grands. Autrefois à voile (il en subsiste de rares exemplaires), les kounkis sont équipés de moteurs.
Les distances avec la capitale varient de 4,5 à14 km :
- 4.5 km pour Kassa,
- 11 km pour Roume,
- et 9 à 14 km pour Tamara.

Il n'y a ni route, ni voiture, seul de rares deux roues empruntent les quelques pistes.

## Géologie
L'archipel présente une forme en anneau. Cette structure correspond vraisemblablement à la chambre magmatique d'un corps volcanique, aujourd'hui érodé, constitué de roches magmatiques hyper-alcalines. Cette série sous-saturée présente, sur l’ensemble des îles, des syénites à néphélines localement pegmatitiques, recoupées par des dykes de phonolite. Ces roches non métamorphisées sont liées à un volcanisme mésozoïque (contemporain de l'ouverture de l’Atlantique), tout comme le dyke géant de la péninsule de Conakry.

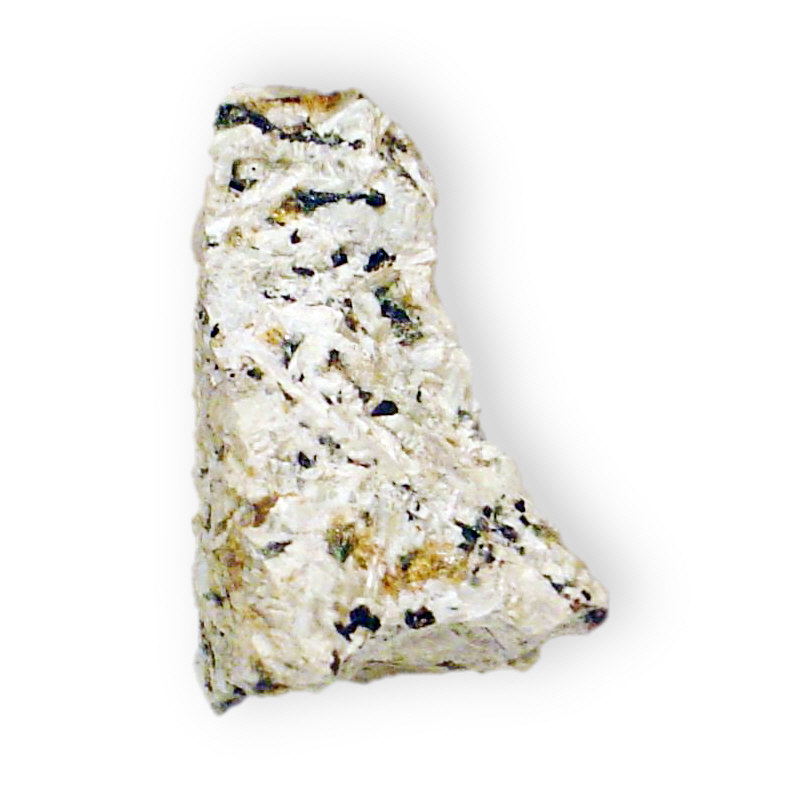
Syénite proche de celle rencontrée sur les îles de Loos.

## Faune et flore
Les îles de Cabri, Blanche et Corail, ainsi que le domaine marin contiguë constitue le sanctuaire marin des îles de Loos depuis 1992. La surface s'étend sur 13 hectares, dont 15 ares émergés ou se succède de multiples écosystèmes marins (récifs coralliens), côtiers et terrestres.
Outre la protection de faunes comme les tortues marines vertes : Chelonia mydas et Lepidochelys olivacea, les requins, les dauphins et diverses espèces d’oiseaux et de poissons, le sanctuaire permet :
- la reproduction des tortues marines sur l’ilot Cabri,
- la réintégration des chimpanzés sur l’île blanche,
- le repeuplement d'oiseaux de mer sur l’île Corail.

## Histoire

### Avant l'invasion européenne
Les îles de Loos étaient vers les XIVe et XVe siècles le centre d’initiation, d’éducation et de formation de la jeunesse de ce royaume aux futures obligations qu’exige la vie.
Avant l'arrivée des premiers Européens, les îles de Loos était une zone rituelle, d'initiation et d'éducation des jeunes des tribus locales, ce qui explique la présence de nombreuses idoles de bois sur l'île, et le nom donné par les premiers explorateurs portugais : « Ile des idoles » (Ilhas dos los Idolos en portugais).

### Les premiers comptoirs et invasions
Les îles ont été fréquentées assez tôt par les Européens et ont pris de l'importance commerciale pour leur rôle dans le commerce des esclaves, comme plusieurs autres comptoirs de la côte occidentale africaine.
En 1460, l'explorateur portugais Pedro de Sintra explore les côtes de la Sierra Leone et ses environs, et débarqua sur la côte de Sourigbé avec certains de ses hommes ; ils prirent contact avec les populations noires. C’est avec l’occupation portugaise que les Îles de Loos ont connu la traite des Noirs qui prendra son essor au XVIe siècle.
En 1755, un négociant, Miles Barber (en), de l'« African Company of Liverpool » établit une usine dans l'île de Kassa pour employer des travailleurs qualifiés dans la réparation des bateaux et aussi des pilotes pour naviguer et commercer avec les tribus par les rivières locales. Ceci a mené Kassa à être connue comme « Factory Island ».
En 1787, les Anglais acquièrent leurs premiers établissements en Sierra Leone, notamment le site de Freetown, dans l'objectif d'y réinstaller les esclaves libérés sur le sol anglais.

### Possession britannique (1818-1904)
Charles MacCarthy, gouverneur de la Sierra Leone signe un traité le 6 juillet 1818, avec Mangé Demba (en), un roitelet local, qui cède sous forme de concession les îles aux Anglais contre le paiement d'un loyer annuel. Ce traité met fin à la traite des esclaves sur les iles de Loos (abolition par la Grande-Bretagne en 1807), puis à l'esclavage en 1833, et enfin à l'émancipation complète des esclaves en 1838.

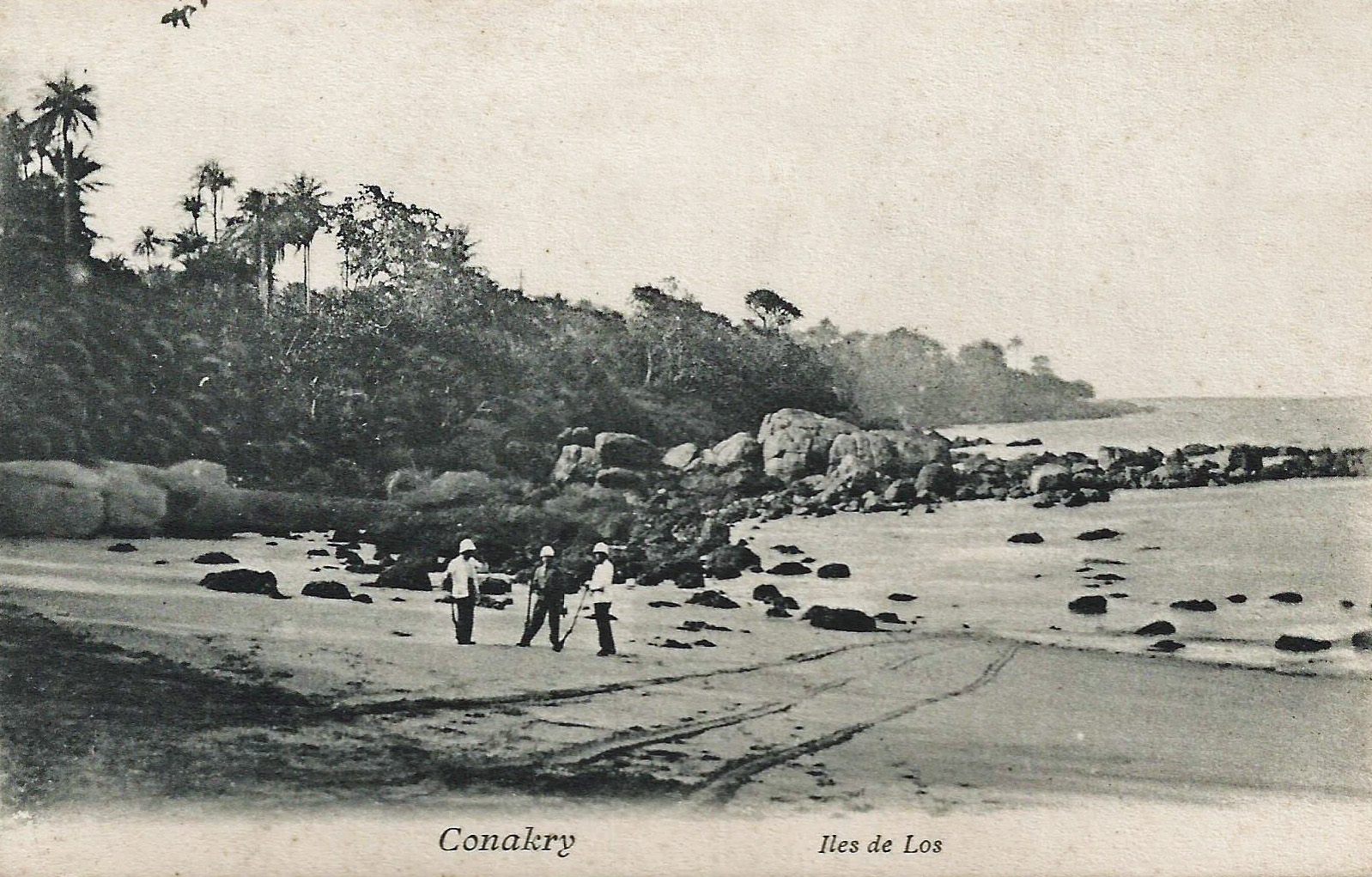
Îles de Los (vers 1905).

Les îles sont cédées à la France le 7 avril 1904, lors de la série d'accords franco-britanniques qui fondent l'Entente cordiale entre la France et la Grande-Bretagne. Les Îles de Loos sont remises à la France en échange de l'abandon par cette dernière de ses derniers droits de pêche à Terre-Neuve et au Labrador (le French Shore), alors sous souveraineté britannique.
Les îles de Loos sont alors incorporées en juillet 1904 dans la Guinée française, une des parties constitutives de l'Afrique-Occidentale française.

### La Guinée française (1904-1958)
À l'origine simple dépendance de la colonie du Sénégal, sous le nom de « Rivières du Sud », un décret du 17 décembre 1891, donnait à la colonie une autonomie pleine et entière, en la détachant complètement du Sénégal et en lui accordant un gouverneur titulaire, qui conservait l'autorité sur les résidents de Grand-Bassam et de Porto-Novo. Le 10 mars 1893, le nom de « Rivières du Sud », fut remplacé par celui de « Guinée française », en même temps que les établissements de la Côte-de-l'Or et du Golfe de Bénin étaient érigés à leur tour en colonies autonomes, sous les noms respectifs de Côte d'Ivoire et de Dahomey.
Grâce à l'activité du gouverneur Ballay, l'île de Tombo - qui abrite le centre historique de la capitale Conakry -, « se trouva couverte d'une ville régulièrement dessinée, harmonieusement bâtie, percée de larges boulevards ombragés, égayée par des jardins ; un petit port, très fréquenté, desservi par une jetée provisoire, donna de l'animation et de l'importance à Conakry ».
À partir de 1904, l'histoire des îles de Loos ne se différencie plus du reste de la Guinée française.
Scipio O'Connor fut le premier administrateur colonial nommé par les Français dans les îles de Loos.